# Атлантический вал

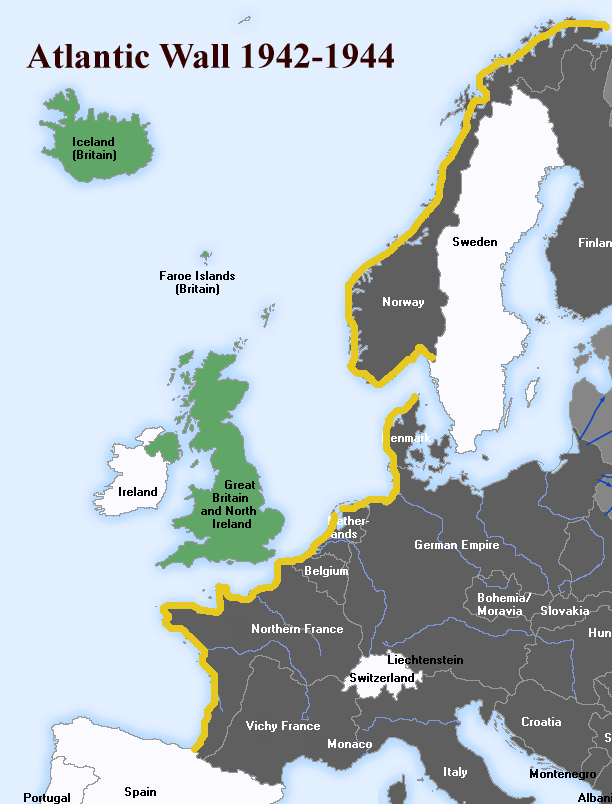

«Атлантическая стена» (англ. Atlantic Wall, нем. Atlantikwall) — система долговременных и полевых укреплений длиной свыше 5000 км, созданная германской армией в 1940—1944 годах после разгрома Франции вдоль европейского побережья Атлантики от Норвегии и Дании до границы с Испанией с целью предотвращения вторжения Союзников на континент.

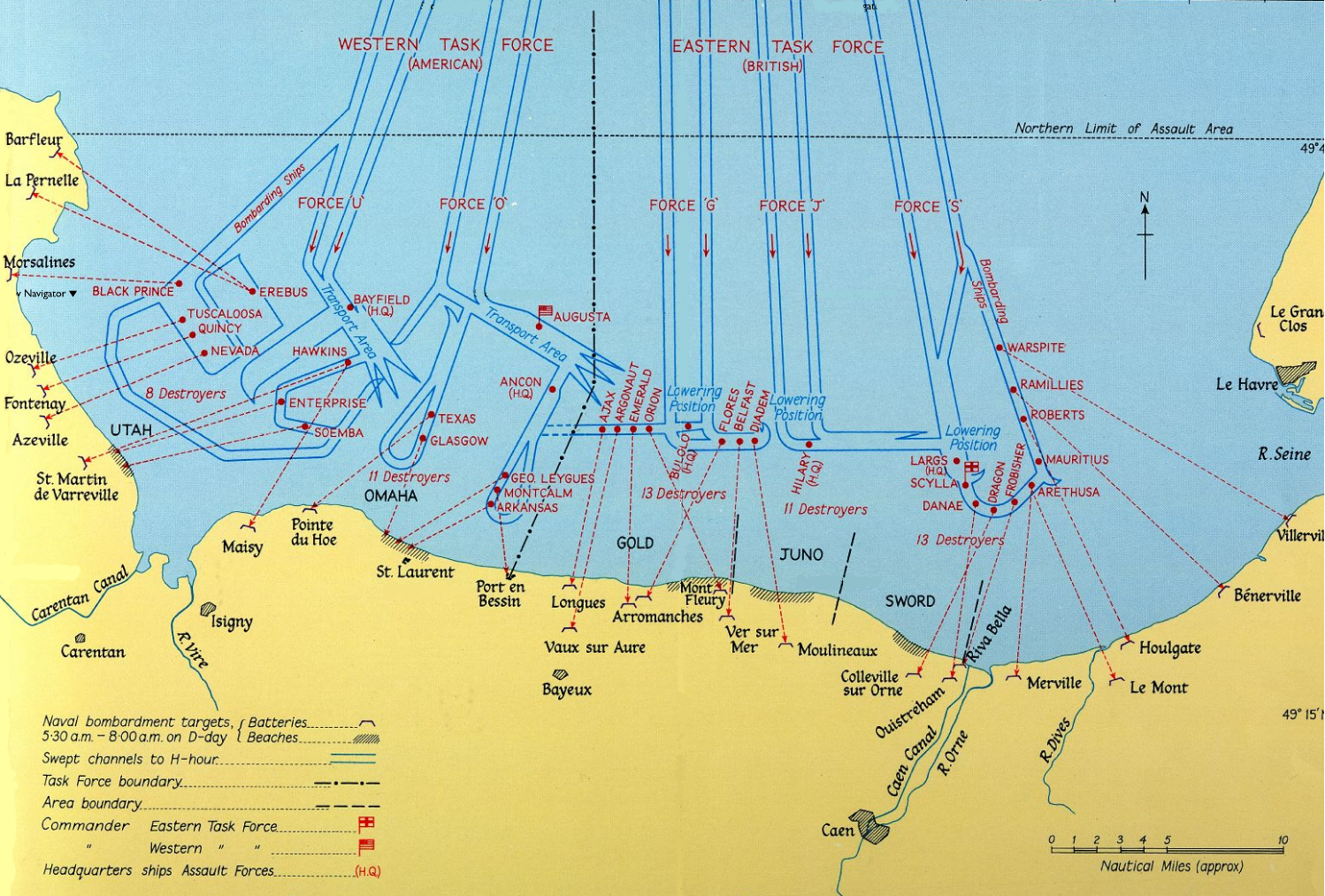

## История
Строительство было рассчитано на 8 лет, началось фактически в 1942 году и к концу 1943 года было выполнено лишь на 20 %.
Главным инженером, разработавшим систему укреплений и руководившим её строительством, стал Фриц Тодт, ранее разработавший Западную стену на границе между Францией и Германией.
Укрепления возводили рабочие, насильственно доставленные сюда с оккупированных территорий. Все они трудились под эгидой так называемой организации Тодта. Использовался также труд строительных батальонов, укомплектованных военнопленными, и солдат регулярной армии. К концу 1943 года на строительстве вала было занято до полумиллиона человек.

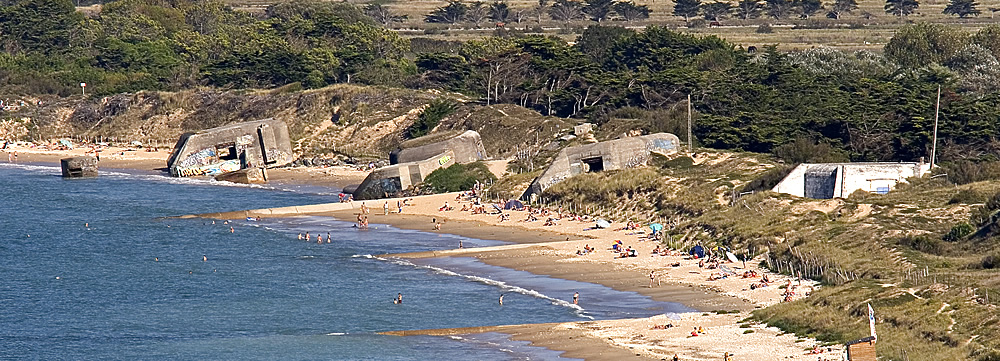

В начале 1944 года фельдмаршалу Эрвину Роммелю было поручено усовершенствовать систему укреплений. Под его руководством вдоль побережья и в некоторых районах в глубине были построены железобетонные доты для размещения пулемётов, противотанковых орудий и лёгкой артиллерии. На самих побережьях были установлены минные поля и противотанковые заграждения (противотанковые ежи, мины и надолбы), а в воде у побережья — морские мины и подводные заграждения. На лугах, пригодных для высадки воздушного десанта на планёрах, вкапывалась через каждые 30 метров «Спаржа Роммеля» (Rommelspargel) — брёвна, к которым зачастую прикреплялись мины.
«Атлантический вал» представлял собой линейную систему укреплений практически без эшелонирования в глубину. Глубина обороны составляла 2-4 км (для сравнения — Линия Зигфрида по этому показателю имела 35-100 км, Линия Маннергейма 90 км). Имелись слабо укреплённые участки, что и стало причиной её сравнительно быстрого прорыва в ходе вторжения англо-американских сил.
Для защиты от боевых кораблей на побережье были выстроены береговые батареи, на вооружении которых состояло 28 различных артиллерийских систем, многие из которых были трофейными. К лету 1944 года часть батарей ещё не была укреплена, и по приказу Роммеля она была отведена вглубь берега.
Относительно хорошо были укреплены районы бельгийского побережья, Па-де-Кале (на 68 % от планируемого), мыс Гри-Не, устье реки Сены, острова Гернси и Джерси, города Брест и Лорьян; здесь же располагались подвижные резервы.
На побережье Нормандии находились слабые гарнизоны, имелись лишь наблюдательные и командные пункты, по одной артиллерийской батарее на 20 км береговой линии.

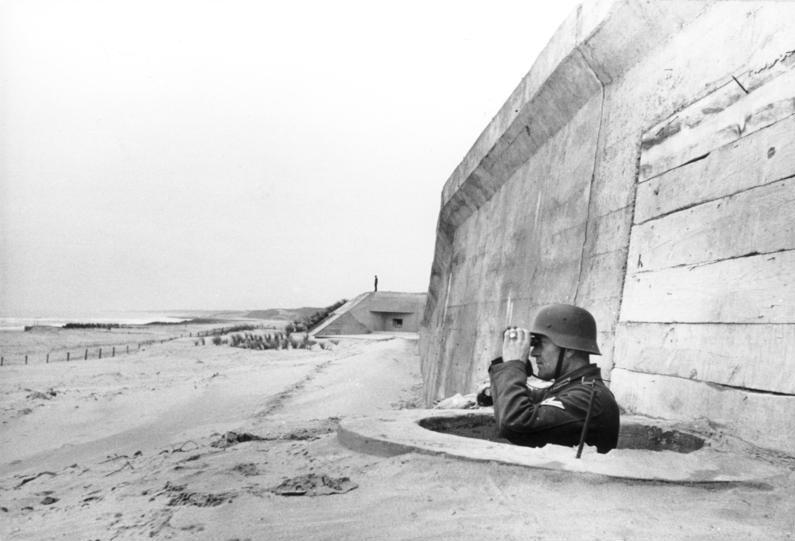
Солдат на посту. Побережье Бискайского залива южнее Бордо

## Укрепления побережья Ла-Манша
Особенное внимание немцы уделяли укреплению берегов Па-де-Кале, расположенных ближе всего к Англии.
Пролив Па-де-Кале оборонялся береговыми батареями из орудий особой мощности:
- Lindemann («Эрнст Линдеман») — три орудия 40 cm SKC/34 калибра 406 мм (16 дюймов) близ Sangatte
- Todt («Тодт») — четыре орудия 38 cm SKC/34 калибра 380 мм (15 дюймов) в Audinghen
- Großer Kurfürst (Великий Курфюрст) — четыре орудия калибра 280 мм (11 дюймов) на мысе Гри-Не
- Friedrich August (Фридрих-Август) — три орудия калибра 305 мм (12 дюймов) в Wimereux

Количество войск, размещённых для обороны «Атлантической стены», было недостаточным: от устья Шельды до устья Сены на протяжении 700 км располагалась 15-я армия в составе 14 дивизий, от устья Сены до устья Луары на 1600 км — 7-я армия в составе 8 дивизий.
Боеспособность дивизий была низкой. В целом «Атлантический вал» не оправдал надежд немецкого командования, хотя и позволял в 1940—1944 обеспечивать прикрытие Западного фронта незначительными второстепенными войсками, а основные силы использовать на советско-германском фронте.
Атлантический вал широко рекламировался нацистской пропагандой как неприступный. Якобы переоценка его возможностей правительствами стран-участниц антигитлеровской коалиции привела в определённой степени к задержке открытия второго фронта. Пропагандистский фильм об «Атлантическом вале» снял крупный режиссёр, основатель жанра горного фильма Арнольд Фанк.